# Utwór urbanistyczny

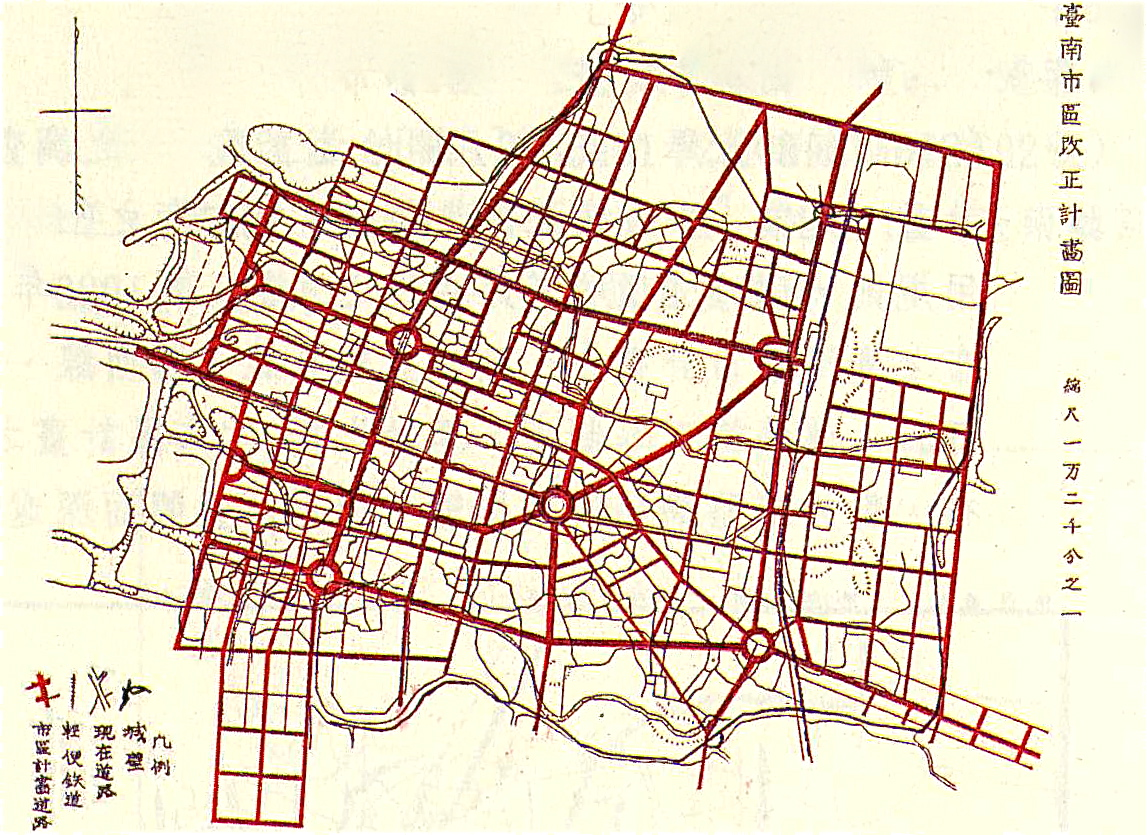
Plan rozwoju miasta Tainan na Tajwanie, 1911

Utwór urbanistyczny – twórczy przejaw projektowania urbanistycznego, materiał oddający autorską wizję urbanistyczną. To pojęcie jest związane z utworem architektonicznym.
Urbanistyka, tak jak kształtowanie krajobrazu i wnętrz, wchodzi w zakres szeroko pojętej architektury. W związku z tym funkcjonuje wąska i szeroka definicja utworu architektonicznego. Przyjmuje się, że o szeroko pojęty utwór architektoniczny chodzi w konwencji berneńskiej. Co do państw systemu copyright, można mieć wątpliwości, czy istnieją tam utwory urbanistyczne, ponieważ ich ustawy zawierają wąskie definicje utworu architektonicznego. Z kolei wiele ustaw państw systemu droit d’auteur nie wymienia utworu urbanistycznego.
Tymczasem polska ustawa z 1994 w art. 1 ust. 2 wymienia utwory architektoniczne, architektoniczno-urbanistyczne i urbanistyczne. Kilka innych przepisów tej ustawy zawiera szczegółowe uregulowania dla dwóch pierwszych kategorii utworów, a pomija trzecią (wśród nich jest przepis o dozwolonym użytku prywatnym). Nie ma pewności, czy ta „częściowa” regulacja jest najlepszym rozwiązaniem. Zakłada się, że wszystkie takie przepisy dotyczą także utworów urbanistycznych.
Niektóre materiały urbanistyczne stanowią integralną część planów zagospodarowywania przestrzennego województw i gmin oraz studiów uwarunkowań i kierunków zagospodarowania przestrzennego. Te zaś mogą być (w całości) zaliczane do materiałów wyłączonych z ochrony prawa autorskiego.